# Ljudi i zveri
Ljudi i zveri (russisk: Люди и звери) er en sovjetisk-deutsch spillefilm fra 1962 af Sergej Gerasimov.

## Medvirkende
- Nikolaj Jeremenko som Aleksei Ivanovitj Pavlov
- Tamara Makarova som Anna Andrejevna
- Zjanna Bolotova som Tanja
- Tatjana Gavrilova
- Karla Assmus som Annemarie